# 肇源农场
肇源农场是一个位于中华人民共和国黑龙江省大庆市肇源县的农场，亦是黑龙江省农垦绥化管理局所属的一个农场。
肇源农场始建于1948年。地处嫩江下游中段左岸，面积11.7万亩，其中耕地5万亩，总人口4000人。

## 行政区划
肇源农场下辖以下单位：
肇源场直虚拟社区。